# 麥莉·希拉
麦莉·雷·赛勒斯（/ˈmaɪliː ˈsaɪrəs/ MY-lee-SYE-rəs，1992年11月23日—），出生名德斯蒂尼·霍普·赛勒斯（Destiny Hope Cyrus），是一名美国歌手、词曲作家及演员。她的音乐跨越了不同的风格和流派，包括流行、乡村、摇滚、嘻哈、节奏布鲁斯和实验音乐。
她是乡村歌手比利·雷·赛勒斯的第三个女儿，因主演迪士尼频道电视连续剧《汉娜·蒙塔娜》（2006年–2011年）而成为了青少年偶像。她以汉娜·蒙塔娜的身份，在美国《公告牌》二百强专辑榜上获得了两张冠军专辑和三张前五名专辑，并拥有美国《公告牌》百强单曲榜前十名的热门单曲《He Could Be the One》。赛勒斯个人事业开始于的流行摇滚风格的《遇见麦莉》（2007年）和《突破自我》（2008年），这两张专辑深受青少年喜爱，在美国夺得排行榜冠军；两张专辑还收录美国前十名的单曲《再见一面》和《七宗最》。她随后发行的迷你专辑《活得精彩》（2009年）在美国专辑榜获得亚军；其主打歌《美国派对》成为美国最畅销的单曲之一，并获得了美国唱片业协会的钻石认证。她的另一首热门单曲——乡村流行风格的《攀登》——在排行榜上最高达到第四名。随后，赛勒斯在第三张专辑《无法抵挡》（2010年）中涉足了流行舞曲风格，并尝试重新塑造成熟的个人形象。尽管专辑的主打歌进入了美国排行榜前十名，但这张专辑的整体评价较差。赛勒斯的音乐事业在两年的休整后迎来了更为成熟且引起争议的巨大转变，她于2013年发行了融合R&B和南部嘻哈风格的《青春大爆炸》，该专辑成为了她的第五张冠军专辑，并收录了畅销单曲《青春大暴走》和《爱情破坏球》。这张专辑为赛勒斯赢得了她职业生涯的第一个格莱美奖提名。她在后续独立发行的免费专辑《麦莉·赛勒斯和她死去的宠物》（2015年）中尝试了迷幻音乐，在收录了热门单曲《马里布》的《青春進行式》（2017年）中探索乡村流行音乐，在迷你专辑《She Is Coming》（2019年）中涉及了陷阱音乐。《塑胶心》（2020年）见证了赛勒斯往摇滚和华丽摇滚风格的发展；该专辑成为她在《公告牌》摇滚专辑榜上的第一张作品。2021年，赛勒斯与乐洛伊小子合作，了后者单曲《Without You》混音版本的演唱。赛勒斯的第八张录音室专辑《无尽的夏日假期》（2023年）的主打歌《Flowers》创造了多项流媒体记录，并成为了她在美国的第二支冠军单曲。
赛勒斯出演或配音了电影《闪电狗》（2008年）、《汉娜·蒙塔娜：电影版》（2009年）、《最后一支歌》（2010年）、《放声大笑》（2012年）和《女生部里的秘密》（2013年），并在《银河护卫队2》客串献声。在电视节目方面，她曾在音乐选秀节目《美国之声》（2016年–2017年）中担任导师，并主演了Netflix电视剧《黑镜》（2019年）中《瑞秋、洁柯和小艾希莉》一集，还参与主持全国广播公司每年的跨年特别节目《麦莉的新年派对》（2021年至今）。她于2014年成立了非营利组织快乐嬉皮基金会，该基金会由其网络影片特辑 “Backyard Sessions”（2012年–2023年）提供支持。此外，她还作为执行制作人主演了Disney+音乐会纪录片特别节目《麦莉·赛勒斯：无尽的夏日假期（后院现场）》（2023年）。
赛勒斯被称为代表2000年代流行文化的“青少年女王”。她以其音乐风格的多样性而闻名，且因在不同的音乐作品中不断重塑她的声音和风格而受到评论界的赞扬。赛勒斯被认为是为数不多的成年后事业成功的童星之一，她获得的奖项包括19项青少年选择奖、四项世界音乐奖、三项MTV音乐綠影帶大奖、两项公告牌音乐奖、一项人民选择奖，以及一项GLAAD媒体奖。她曾在2008年和2014年入选《时代》百大人物，在2014年和2021年入选《福布斯》30位30岁以下精英榜，曾被MTV评为2013年最佳艺人，于2019年入选《公告牌》最伟大的艺人排行榜，她在二百强专辑榜有史以来表现最佳女歌手中排名第九。

## 生活与事业

### 1992-2003年：童年生活及事业开端
麦莉于1992年11月23日在美国田纳西州纳什维尔出生。。
年幼時在家族農場長大，曾就讀Heritage中學。她的父親比利·雷·赛勒斯是著名鄉村歌手，她現在與父親比利、母親Tish、同父異母的哥哥Christopher、同母異父的哥哥Trace（同時是Metro Station樂團的主唱兼吉他手）、同母異父的姊姊Brandi、還有親弟弟Braison、親妹妹Noah一起居住。她的原名是戴斯莉·霍普（Destiny Hope），因為幼年時臉上常掛笑容（Smiley），所以父親比利就叫她麥莉（Miley），她在2008年正式更名為「麥莉·雷·希拉（Miley Ray Cyrus）」。

### 2003-2009年：《汉娜·蒙塔娜》成名及早期音乐作品
麦莉成名前第一份工作是在他老爸演出的舞台上找粉絲們扔上來的胸罩和內褲。他爸是一個鄉村歌手Billy Ray，她當時工資是10美元一小時。2003，她的銀幕處女作是客串了三集的美國劇集Doc和在電影《大智若魚》（Big Fish）里扮演一個小角色。
麥莉在11歲時參加《孟漢娜》影集的角色徵選，當時她徵選的角色為孟漢娜的好朋友莉莉·特斯卡，不過面試後劇組希望她出演孟漢娜，但最後因為麥莉年紀太小而作罷。劇組在婉拒麥莉後徵試了更多演員，例如在《花邊教主》（Gossip Girl）中演出韓珍妮的泰萊·麥遜。不過在麥莉12歲時，劇組仍起用麥莉，並讓她的父親比利親自演出劇中父親的角色。
在《孟漢娜》於2006年3月24日在美國首播後，麥莉隨即在美國竄紅。麥莉算是遺傳了父親比利·雷·賽勒斯的歌唱和演戲的天分，她不但會唱歌、演戲，還會作曲。同年10月24日，迪士尼唱片終於推出了她的專輯，雖然只是電視劇原聲大碟，但意義重大，因為這原聲大碟是Billboard 200專輯榜史上第一張排行第一的電視劇原聲大碟。迪士尼在2007年再出版了《孟漢娜2：遇见麥莉》（Hannah Montana 2: Meet Miley Cyrus）專輯，勢要把麥莉推上高峰。
2007年，她開始了《Best of Both Worlds》巡迴演唱會，場場爆滿，一票難求。在2008年，迪士尼更把她的演唱會搬上3D大銀幕，之後麥莉跟好萊塢唱片公司簽約，推出第二张录音室專輯《無所不能》（Breakout），而孟漢娜的第三張專輯《孟漢娜3》也隨後出版了。在11月23日舉行的2008年全美音樂獎，麥莉首次被邀請成爲表演嘉賓。

### 2010-2012年：《無法抵擋 (Can’t Be Tamed)》及专注演艺事业
在2009年，麥莉再次出現在大銀幕，她的電影《電影：孟漢娜》登上了北美票房第一名。麥莉之後推出她的首張EP《活得精采》，并发行了非常畅销的单曲「Party In the USA」。为了宣传EP，麦莉又馬上開始了她第二次的世界巡迴演唱會，《Wonder World》世界巡迴演唱會，到訪北美以及歐洲。麥莉在2010年第三次登上大銀幕，她和澳洲籍男星Liam Hemsworth合作的電影《最後一曲》在四月上映，票房再次登上北美第一位，这是麥莉第一次以其他角色演出的作品（之前的角色都是孟漢娜）。麦莉因与Liam Hemsworth合作而擦出爱的火花，成为好莱坞的话题情侶。
2010年,麥莉之後在加拿大多倫多舉辦的2010年MuchMusic Video Awards被邀請擔任司儀，之後麥莉更加再接再厲，與合作了兩年的好萊塢唱片公司在六月推出她筹备了兩年的第三張录音室專輯《無法擋》（Can't be tamed）。而《孟漢娜》影集在七月也開始了最後一季度的影集。美國福布斯雜誌在2010年公佈的“影響世界的一百位名人 ”（100 World's Celebrities）名單中，麥莉也榜上有名，排第13位，排名比一些資深的好萊塢影星還要前。在11月7日在西班牙馬德里舉行的2010年MTV歐洲音樂大獎，麥莉亦首次被邀請擔任表演嘉賓。在11月21日的2010年全美音樂獎，麥莉也第二次被邀請成爲表演嘉賓。麥莉現在已經是一位在北美甚至歐洲家喻戶曉的歌星，電視明星和電影明星了。《孟漢娜》影集在美國西岸時間2011年1月16日晚上7點在迪士尼頻道播映了最後一集大結局“無論我去那裏”（Wherever I Go），麥莉也會即將離開迪士尼公司。2011年为宣传第三張录音室專輯《無法擋》，麥莉举办了第三场巡回演唱会「吉普赛之心巡回演唱会」（Gypsy Heart Tour）巡回演唱会在Pollstar的“前50世界范围巡回演唱会（年中）”排行中排名第22名，收入超过2,500万美金。  
麦莉在挥别《汉娜·蒙塔娜》後的首部電影為《美國LOL：我的愛情我的夢》。《美國LOL：我的愛情我的夢》于2012年5月4日在美国被狮门影业限量发行。《美國LOL：我的愛情我的夢》這部電影是2008年法國的《巴黎LOL：我的青春我的媽》翻拍版，麦莉饰演“一位与各种坏孩子交往甚密、吸毒、成绩不佳，但母亲一直完美支持的女儿”，并说她“爱上了这个故事”。麦莉的角色丢失了她的处女身份，吸食大麻，醉酒并亲吻了两位女性朋友。电影评价不佳，且对美国票房影响极小。但电影在2012年7月31日发布家庭影视版本之后已经售出了价值275万美金的拷贝，并且在其他国家是巨大的成功。她还出演了动作喜剧《女生部里的秘密》。麦莉在电影中扮演“一位坚强、聪颖的、被FBI雇佣在大学女生联谊会卧底的私家侦探”。她为了饰演这个角色学会了街头斗殴。

### 2013-2015年：《青春大爆炸 (Bangerz)》及《麦莉·赛勒斯和她死去的宠物 (Miley Cyrus & Her Dead Petz)》
拍了两年的电影后，麦莉又把焦点放在音乐生涯.她目前正在录制她的第四张录音室专辑。 麦莉在2012年MTV音樂錄影帶大獎上确认她会在年内推出一支单曲。麦莉演唱了音乐组合Rock Mafia的歌曲《Morning Sun》。麦莉还为以色列回响贝斯音乐人Borgore的歌曲"Decisions"演唱了背景人声。 2012年9月6日，麦莉在Twitter上确认她会在2012年年内从她的新专辑内推出一支单曲。2013年4月4日，麦莉和嘻哈天王Snoop Lion合作演唱歌曲《Ashtrays & Heartbreaks》。之后于4月16日又和天团Black Eyed Peas成员之一will.i.am合作演唱歌曲《Fall Down》，两首歌曲获得不俗的成绩。
终于麦莉在2013年Billboard Music Awards公布新单曲发行日期（6月3日），并宣称会与她以往的音乐风格有所不同，要带给听众们一个全新的麦莉，这是她三年后首次发行个人新单曲。2013年1月18日，《公告牌》宣称麦莉已经与RCA签约以在2013年晚些时候发布一张专辑，并确认路克博士是专辑合作者之一。
第四张录音室专辑 《青春大爆炸》的主打单曲“We Can't Stop ”于6月3日推出。“We Can't Stop ”在Billboard Hot 100排名第二，在30个国家的iTunes排行榜夺下冠军位置。随着音乐录音带推出,此曲获得非常大的反响，音乐录音带在Youtube推出24小时内获得1千700万的点击率，打破Youtube VEVO的紀錄，并于一星期内获得四千六百多万的点击率，即使有很多负面批评关于麦莉的新形象，不过歌曲却获得巨大的成功，是麦莉继续《Party In the USA》和《The Climb》之后最成功的单曲之一。“We Can't Stop"音乐录音带推出与一个月内在Youtube点击率高达九千多万，是2013年最成功、最争议、最具话题性的音乐录音带。《We Can't Stop》的下载率在少于六星期内超过一百萬，是2013年最畅销的单曲之一，发布后仅37天已达到1億次点击率，还打破了Youtube VEVO的纪录，成为点击率速度最快的影片，由VEVO认证。8月25日，麦莉为2013年MTV音乐录像带大奖作表演嘉宾，与Robin Thicke合作演出《We Can't Stop》和《Blurred Lines》，获得媒体极大的关注，演出获得极大争议及劣评，均因麦莉演出过于火辣，不过却录得10.1万的收视率。
麦莉于2013年8月25日发行第二首单曲《愛情破壞球》《Wrecking Ball》并获得极多好评。麦莉于9月9日推出《Wrecking Ball》音乐录音带，在15小时内又破了Youtube VEVO的记录，達1千930万的点击率，爾後被美國饒舌天后麻辣雞Nicki Minaj的《Anaconda》mv以1千960萬次及Taylor Swift的《Bad Blood》2千130萬次的點閱率打破vevo紀錄，音乐录音带里全裸演出震惊媒体，不过获得各界好评，赞麦莉的音乐录音带很有艺术感。6天后，此单曲MV在YouTube点击量超过一亿，再次破记录。此曲於2013年9月28日擊退了凱蒂·佩芮（Katy Perry）的《Roar》登上了Billboard Hot 100冠軍位置，蟬連兩週之後，被蘿兒（Lorde）的《Royals》請下王座，令人訝異的是在《Royals》蟬連九週榜首之後，12月14日時竟然又被《Wrecking Ball》重新奪回王座一週，這在Billboard Hot 100是相當罕見的情況，而這支三週榜首的《Wrecking Ball》也成為麥莉首支美國冠軍單曲。
在2015年6月9日，Spin.com 流出由路克博士製作名為 《Nightmare》 的歌曲。《Nightmare》原本要收錄於《Bangerz》專輯中，但最後並沒有被採用。
在2014年MTV音樂錄影帶大獎，吉米·法伦宣布，愛情破壞球獲得「年度最佳錄影帶獎」。但麥莉並非自己領獎，而是請一名名為「Jesse」的男子代為領獎，Jesse是一位22歲的流浪街友，麥莉利用領獎的機會宣傳一個幫助無家可歸的年輕人找住處的基金會。而Jesse的獲獎感言鼓勵音樂人更多地了解在洛杉磯無家可歸的年輕人，並希望藉由麥莉的臉書來幫助他們。麥莉於2015年為The Happy Hippie Foundation，拍攝許多MV，並邀請爱莉安娜·格兰德、梅蘭妮、瓊·傑特等歌手，一同翻唱經典歌曲為基金會募款。
麦莉於2015年7月在Instagram及臉書 等社群網站宣布將於2015年8月31日21時主持MTV音樂錄影帶大獎，引發相關媒體報導。
MTV 在官方 Youtube 上，公布了許多關於2015年 MTV音樂錄影帶大獎 的廣告，麥莉在廣告內，依然帶著其搞怪的可愛本性。
麥莉在主持完MTV音樂錄影帶大獎後，便於官網及各社群網站發佈新專輯（麥莉希拉和她已逝的寵物們）的網址，而此專輯內的歌曲皆可免費收聽，另外此專輯並非由唱片公司所發行，而是麥莉個人於串流媒體上發佈。
麥莉於2015年10月於Spotify率先發布單曲《Hands of Love》，並於數日後發布於其他媒體平台。本單曲為電影《扣押幸福》的主題曲。

### 2016年-2017年：《青春進行式 (Younger Now)》和其他计划
2016年，麥莉演出伍迪·艾倫製作的電視劇「六场危事」，此電視劇由亞馬遜工作室制訂，並於2016年9月30日播出。2016年3月，美国之声宣布麥莉與艾莉西亚·凯斯將與亞當·列維及布雷克·謝爾頓一同擔任第十一季的導師。並且在同年初時，擔任第十季的指導顧問。同年7月19日，麥莉與美國樂團Lolawolf合作之單曲《Teardrop》正式發行。2016年9月29日替生病的艾倫·狄珍妮代班電視綜藝節目艾倫·狄珍妮秀。10月18日，美国之声再次宣布麥莉將再次成為第十三季的導師。
2017年5月4日，麥莉于公告牌杂志宣布全新單曲《Malibu》將于5月11日面世，並詮釋單曲內容為表達她與未婚夫利亚姆·海姆斯沃斯當時之間的恩愛感情。同年6月9日發佈單曲《Inspired》，並於8月17日釋放單曲《Younger Now》MV，同時開放iTunes平臺預購第六張錄音室專輯。
2017年9月29日，第六張錄音室專輯《青春進行式》正式發行。她的第七張錄音室專輯的製片人包括之前的合作者Mike Will Made It以及新合作者馬克·朗森和安德魯·瓦耶特（Andrew Wyatt）。

### 2018年-2022年：《塑膠心 (Plastic Hearts)》
2017年9月發布《青春進行式》前，麥莉就預告她已經“完成下一張專輯中的兩首歌曲”。她的第七張錄音室專輯的製片人包括之前的合作者迈克·威尔·梅迪特以及新合作者馬克·朗森和安德魯·瓦耶特。她與馬克·朗森的第一次合作，是於2018年11月29日所發佈的單曲“ 比心碎更心碎 ”並收錄於2019年專輯“ 午夜神傷”中。
2019年5月31日，麥莉在推特上宣佈了即將發行第七張錄音室專輯，將收錄3張EP共計18首歌曲，並將在完整專輯之前發行了EP《She Is Coming》。She Is Coming，在美國告示牌二百大專輯榜 排名第五，而單曲“ Mother's Daughter ”在美國公告牌百强单曲榜排名第54。
2020年11月27日，麥莉發布第七張錄音室專輯《塑膠心》。

### 2023年至今：《無盡的夏日假期 (Endless Summer Vacation)》與《美好的事 (Something Beautiful)》
2023年1月13日，麥莉發布新專輯首支單曲《Flowers》。此首歌奪下公告牌百强单曲榜冠軍寶座，是繼wrecking ball後第二首Billboard百強單曲榜冠軍單曲（連續6周），而也同時奪下Billboard Global 200冠軍和Billboard Global Excl.冠軍（連續6周）。《Flowers》為BillBoard Global 200 歷代最高流媒歌曲第三名，僅次於防弹少年团《Butter》與 BLACKPINK《Pink Venom》。《Flowers》以超過9600萬的流媒體打破了Spotify的一周流媒體記錄，並在包括英國、澳大利亞、加拿大和在內的全球排行榜上名列前茅。並且次周流媒體達1億1515萬6896次，打破了該歌上周才創造的9603萬2624次Spotify单周流媒体最高紀錄，也是截至2022年歷史上最快在 Spotify 上達到2億播放量的歌曲，在各主流串流媒体、销售平台上也排名第一，如美国 Spotify、美国 Apple Music、美国 iTunes、美国亚马逊、全球 Spotify、全球Apple Music、全球 iTunes。
2023年3月10日，麥莉發布第八張錄音室專輯《無盡的夏日假期》，此張專輯以綜合銷量119,000份空降《公告牌》二百强专辑榜第三名。同日也發布了專輯中的第二首單曲《River》的音樂錄影帶，《River》同時也空降公告牌百强单曲榜第32位。隨著專輯的發行，《Flowers》在百強單曲榜中，再度成為該周冠軍單曲。
2023年4月17日，發布第八張錄音室專輯中的第三首單曲《Jaded》的音樂錄影帶。
在第 66 屆葛萊美獎頒獎典禮上，賽勒斯獲得了六項提名，包括憑藉《無盡的夏日假期》獲得年度最佳專輯和最佳流行演唱專輯獎，並憑藉《花兒》贏得了年度最佳唱片和最佳流行獨唱表演獎——這是她首次獲得這些獎項。
她的第九張錄音室專輯《Something Beautiful》於 2025 年 5 月 30 日發行。

## 私人生活及个人形象
麦莉是一位基督徒，并于2005年在一座美国南方浸信会教堂接受浸礼。
麥莉是一位著名的泛性戀者，交往對象包含不同性別。
2009年6月，麦莉在飞赴佐治亚州拍摄《最后一支歌》之前结束了她与模特賈斯汀·加斯東九个月的关系。
同月份在电影拍摄过程中，麦莉开始与她在《最后一支歌》中的联合主演，澳大利亚演员連恩·漢斯沃约会。她将連恩·漢斯沃称为她的第一位“真正的男朋友”。
2010年8月，麦莉被确认与連恩·漢斯沃结束关系。麦莉与連恩·漢斯沃在一个月之后被看到在一起，并被宣佈已经重新回到一起。
在11月初，麦莉又被报道再次与連恩·漢斯沃结束关系。他们在此之后重燃了他们的关系。
2012年6月6日，麦莉宣布她与連恩·漢斯沃订婚。連恩·漢斯沃在5月31日以一枚3.5克拉的钻石戒指向麦莉求婚。2013年9月17日，两人解除婚约。
在2016年初又重新復合，最後于2018年12月23日正式结为夫妻，但兩人在2019年8月結束8個月的婚姻。
2015年，麥莉就曾與名模史黛拉·麥斯威爾、演員派翠克·史瓦辛格約會，離婚後也曾和女部落格作者凱特林·卡特約會。
自2019年10月起與歌手寇弟·辛普森交往中。
2018年6月，麥莉再次與Converse合作，再次推出了支持LGBTQ社群系列。而系列部份收益會用於支持無家可歸的LGBTQ青少年的慈善組織Minus 18、 Rainbow Youth、以及麥莉自己成立的Happy Hippie Foundation。

## 音乐作品
- 《遇见麦莉》（2007年）
- 《突破自我》（2008年）
- 《无法抵挡》（2010年）
- 《青春大爆炸》（2013年）
- 《麦莉·赛勒斯和她死去的宠物》（2015年）
- 《青春進行式》（2017年）
- 《塑膠心》（2020年）
- 《無盡的夏日假期》（2023年）
- 《美好的事（英语：Something Beautiful (Miley Cyrus album)）》（2025年）

## 影视作品
- 《大智若鱼》（2003年）
- 《汉娜·蒙塔纳与麦莉·赛勒斯：双重精彩巡回演唱会（英语：Hannah Montana and Miley Cyrus: Best of Both Worlds Concert）》（2008年）
- 《闪电狗》（2008年）
- 《汉娜·蒙塔娜：电影版》（2009年）
- 《最后一支歌》（2010年）
- 《放声大笑（英语：LOL (2012 film)）》（2012年）
- 《女生部里的秘密（英语：So Undercover）》（2012年）
- 《麦莉·赛勒斯：成长之路（英语：Miley: The Movement）》（2013年）
- 《圣诞前夜》（2015年）
- 《一个很默瑞的圣诞节（英语：A Very Murray Christmas）》（2015年）
- 《六场危事》（2016年）
- 《银河护卫队2》（2017年）
- 《黑鏡》第5季之《瑞秋、潔可和小艾希莉》（2019年）

## 巡回演唱会
- Best of Both Worlds巡回演唱会（英语：Best of Both Worlds Tour）（2007–2008年）
- 奇幻世界巡回演唱会（英语：Wonder World Tour (Miley Cyrus)）（2009年）
- 吉普赛之心巡回演唱会（2011年）
- 青春大爆炸世界巡回演唱会（英语：Bangerz Tour）（2014年）
- 麥莉希拉和她已逝的寵物們巡回演唱会（英语：Milky Milky Milk Tour）（2015年）

## 書籍
- 我是麦莉（英语：Miles to Go）（2009年3月3日）